# Bagus
Bagus è il primo album da solista di Cesare Cremonini, pubblicato il 15 novembre 2002.

## Descrizione
Il termine bagus deriva dalla lingua indonesiana, dove è utilizzato per descrivere genericamente tutto ciò che è bello, positivo.
L'album fu registrato al Tam Tam Studio di Cesena, lo stesso studio di  ...Squérez? dei Lùnapop.
Da Bagus vennero estratti i singoli Gli uomini e le donne sono uguali, Vieni a vedere perché, PadreMadre e Latin Lover.
Nel 2003 uscì un'edizione speciale di Bagus a tiratura limitata che contiene il singolo inedito Gongi-Boy e un DVD con video musicali e il "Bagus Tour Documentary". Il brano Mary seduta in un pub, contenuto nell'album, era stato proposto per il Festival di Sanremo 2000 dai Lùnapop, ma era stato scartato alle selezioni.
Sempre nel 2003 partì una tournée primaverile e una estiva, che comprese in tutto 50 date, e segnò il ritorno sul palco di Cesare Cremonini, dopo lo scioglimento dei Lùnapop.
L'album rimase nella top 50 dei dischi più venduti in Italia per quindici settimane, vincendo due dischi di platino e vendendo oltre 250 000 copie.

## Accoglienza
Rockol descrive l'album come un disco di transizione, in cui si rivela «un terribile bisogno di crescere per mettere meglio a fuoco le proprie idee». Sebbene riscontri che il progetto risulti «più complesso, più ricco di riferimenti musicali filtrati», grazie alla produzione di Walter Mameli che tende più al rock, in esso vi sono delle «ingenuità», tra cui un «manierismo nel cantato» e «troppe idee» mescolate assieme.
In una classifica dei migliori album dell'artista del 2021, Patrizio Ruviglioni di Rolling Stone Italia posiziona l'album all'ultimo posto, scrivendo che Cremonini «cerca il suono adulto, d’autore; però più spesso ci si perde in rigurgiti del passato prossimo» trovandolo molto legato ai Lùnapop, sebbene vi sia «una oggettiva crescita tecnica, tuttavia difficile da tradurre in brani efficaci».

## Tracce
Testi e musiche di Cesare Cremonini.
1. Gli uomini e le donne sono uguali – 4:11
2. La cameriera dei giorni più belli – 3:45
3. Latin Lover – 3:54
4. Piccola Ery – 5:16
5. Mary seduta in un pub – 4:10
6. Mille galassie – 5:23
7. PadreMadre – 4:33
8. Jalousie – 5:14
9. Due stelle in cielo – 3:24
10. Vieni a vedere perché – 4:13
11. E invece sei tu – 7:55
12. Bagus – 26:47 – Il brano Bagus dura 6:03. Dopo 2 minuti di silenzio, inizia la traccia fantasma strumentale These Guys Are Very Brilliant (8:03-26:47)

## Formazione
- Cesare Cremonini - voce, pianoforte, tastiera, sintetizzatore e armonica
- Nicola "Ballo" Balestri - basso, contrabbasso, banjo, campana
- Andrea Morelli - chitarra elettrica, acustica e classica, cori
- Matteo Monti - batteria e percussioni, cori
- Walter Mameli - mellotron, sintetizzatore, djembe, cori e archi
- Desirée Dell'Amore - arpa

## Classifiche

### Classifiche settimanali
| Classifica (2002) | Posizione massima |
| ----------------- | ----------------- |
| Italia            | 9                 |

### Classifiche di fine anno
| Classifica (2003) | Posizione |
| ----------------- | --------- |
| Italia            | 34        |